# Alexander Weber
Alexander Weber także Alexander Achten (ur. 4 stycznia 1978 w Bielefeld) – niemiecki szermierz, szablista reprezentujący też Argentynę, brązowy medalista igrzysk olimpijskich i mistrzostw świata. 
Na igrzyskach olimpijskich w Sydney w 2000 roku reprezentacja Niemiec w składzie: Dennis Bauer, Alexander Weber i Wiradech Kothny zajęła drużynowo trzecie miejsce. Był to jego jedyny start olimpijski.
Podczas mistrzostw świata w Lizbonie w 2002 roku razem z Michaelem Hermem, Haraldem Stehrem i Dennisem Bauerem zdobył brązowy medal  w rywalizacji drużynowej. 
Pod nazwiskiem Achten występował w barwach Argentyny, zdobywając drużynowo brąz igrzysk panamerykańskich w Rio de Janieiro w 2007 roku.